# Per Westerberg
Per Erik Gunnar Westerberg (ur. 2 sierpnia 1951 w Nyköping) – szwedzki ekonomista i polityk, w latach 2006–2014 przewodniczący parlamentu Szwecji (Riksdagu).

## Życiorys
Z wykształcenia ekonomista, w 1974 ukończył studia w Wyższej Szkole Handlowej w Sztokholmie. Zaangażował się w prowadzenie rodzinnego przedsiębiorstwa.
W drugiej połowie lat 60. wstąpił do Umiarkowanej Partii Koalicyjnej. W 1979 został po raz pierwszy wybrany do szwedzkiego parlamentu – z powodzeniem ubiegał się o reelekcję w 1982, 1985, 1988, 1991, 1994, 1998, 2002, 2006, 2010 i 2014. W latach 1991–1994 sprawował urząd ministra przemysłu i handlu w rządzie Carla Bildta. Od 2003 był zastępcą spikera w Riksdagu. Po zwycięstwie bloku centroprawicy w wyborach w 2006 został powołany na stanowisko przewodniczącego parlamentu. Utrzymał to stanowisko również po wyborach w 2010. Zakończył urzędowanie w 2014. W tym samym roku zrezygnował z mandatu poselskiego.

## Odznaczenia
- Krzyż Wielki Orderu Wiernej Służby (Rumunia, 2008)[1]